# Джон Форбс Неш
Джон Форбс Неш моло́дший, або Джон Форбз Неш-моло́дший (англ. John Forbes Nash, Jr.; 13 червня 1928, Блуфілд, США — 23 травня 2015, Монро, США) — американський математик, що зробив значний внесок у розвиток теорії ігор та диференціальної геометрії. Лауреат Нобелівської премії з економіки 1994 року (разом з Райнгардом Зельтеном і Джоном Харсані), Абелівської премії 2015 року (разом з Луїсом Ніренбергом).
Поза професійними колами відомий тим, що захворів на шизофренію, від якої по тривалім часі спонтанно одужав і повернувся до нормального життя. Доля Джона Неша-молодшого описана в біографічному романі Сильвії Назар «Блискучий розум», за яким знято оскароносний фільм «Ігри розуму».

## Життєпис

### Родина
Джон Неш-молодший походив із родини американців протестантського віросповідання. Рід його батька, Джона Форбса Неша-старшого, складали вихідці з Шотландії, що емігрували на південь Сполучених Штатів і займалися переважно фермерством і викладанням у середніх освітніх закладах. Вихований у пуританському дусі, батько був розважливим, працелюбним, ерудованим, вірним, але емоційно стриманим. Він працював інженером у компанії Appalachian Electric Power, був добре обізнаний з фізикою й електротехнікою і охоче ділився своїми знаннями із сином, хоча не був із ним надто близьким. Батько прищепив Джонові-молодшому цікавість до різноманітних явищ природи, вміння логічно мислити, а також деякі технічні навички, які згодом стали у нагоді при проведенні дослідів.
Мати, Марґарет Вірджинія Мартін Неш, походила з інтелігентної родини. Замолоду вона отримала дуже добру для свого часу гуманітарну освіту і до одруження 10 років заробляла викладанням англійської мови і латини. Вірджинія Неш мала природний педагогічний хист, любила читати і прищепила любов до книг своїм дітям. Будучи водночас м'якою і наполегливою, вона значно більшою мірою, ніж батько, вплинула на формування характеру свого сина, у якого з нею був стійкий емоційний зв'язок.
Загалом подружжя Нешів належало до середнього класу, займало стійке положення у суспільстві, яке не похитнула навіть Велика депресія. Обидва батьки приділяли велику увагу власній респектабельності і значною мірою досягли її завдяки заощадливості, що інколи переходила у скнарість. Цей світогляд вони передали і сину.

### Дитинство
Джон Неш-молодший народився 13 червня 1928 року. Він був у родині первістком, другою дитиною була сестра Марта, молодша за нього на кілька років. Читати маленький Джон навчився у віці чотирьох років і відтоді часто досліджував батьківській кабінет у пошуку науково-популярних журналів та книг. Вже у дошкільному віці хлопчик звертав на себе увагу посидючістю, великою цікавістю до знань, любов'ю до ігор наодинці. На противагу йому Марта була жвавою, соціально активною, любила спорт і танці. У шкільному віці різниця між дітьми стала ще помітнішою і батьків занепокоїла соціальна неадаптованість сина: він мав лише інтелектуальні інтереси, був мовчазним, замкненим, ні з ким не товаришував. Мати, щоб запобігти неправильному вихованню Джона, заохочувала його до участі у колективному дозвіллі. Втім, прогулянки у компанії сестриних друзів, недільна школа, заняття з танців чи відпочинок у таборі скаутів не змінили його вдачі — практично весь вільний час він проводив, читаючи наукову літературу, слухаючи класичну музику або новини по радіо.
Нездатність зосередитись на людському оточенні спричинила перші проблеми: попри високий рівень неформальних знань, Джон Неш-молодший отримував у Біверській середній школі погані оцінки через неуважність, непослух вчителям, вкрай нерозбірливий почерк. У підлітковому віці він зацікавився фізичними і хімічними дослідами, однак не маючи інтелектуально розвинених співрозмовників, почав доводити свою першість негуманними витівками: наприклад, під'єднував електричні дроти під напругою до крісла, пропонуючи однолітками чи сестрі сісти, малював образливі шаржі на однокласників, знущався над тваринами, разом із ще двома хлопцями намагався виготовити вибухівку (ці спроби зупинила лише трагічна загибель одного з експериментаторів). У підлітковому віці стали помітні і такі характерні риси Нешевої вдачі, як амбітність, зверхність по відношенню до «нерозумних» однолітків, неспроможність об'єктивно оцінити свої сильні та слабкі сторони.
Коли Нешу було 14, до його рук потрапила книга «Чоловіки математики» авторства Еріка Темпла Белла. Цей твір відволік хлопця від захоплення хімією та електрикою, показавши йому глибокий світ математичних знань. «Прочитавши цю книгу, я зумів сам, без сторонньої допомоги, довести малу теорему Ферма» — пише Неш у своїй автобіографії. Попри цей перший успіх, Джон Неш-молодший все ще пов'язував своє майбутнє з інженерією. Закінчуючи школу, він разом із Нешем-старшим написав статтю про один науково-практичний метод розрахунку напруги. Це, разом із виграною стипендією Джорджа Вестінгауза, стало причиною того, що його прийняли до Технологічного інституту Карнеґі.

### Навчання
Навчання в Технологічному інституті Карнеґі Джон Неш розпочав зі студіювання інженерної справи, однак у першому ж семестрі не зміг опанувати механічне креслення. Перевівшись на факультет хімії, він швидко розчарувався і в цій галузі. Талановитого юнака пригнічувала одноманітність лабораторної практики, небажання пристосовуватись до формальних вимог навчального процесу, зокрема, розв'язувати задачі тим способом, яким вимагав викладач. Отримавши через свою упертість погану оцінку, він остаточно вирішив покинути хімію. Його увагу привернув математичний факультет не стільки через особисту зацікавленість, скільки через високу оцінку його викладачів, які звернули увагу на неординарний спосіб мислення студента-першокурсника, називаючи його «новим Гауссом». У своїх пошуках Джон Неш був надзвичайно незалежним, відкидаючи будь-які дослідження попередників, спирався на інтуїтивні осяяння і щоразу демонстрував здатність подивитись на проблему під новим кутом. Успіхи у вивченні математики ще більше відірвали його від юнацького оточення. Інші студенти заздрили йому і одночасно висміювали через дивацький характер, однак в очі принижувати боялись, бо той був високим і сильним. Можливо, через цю соціальну ізоляцію у віці 18 років Джон Неш почав проявляти перші ознаки гомосексуальності. Іншим потрясінням для нього стала невдала участь в математичній олімпіаді Вільяма Ловелла Патнема. Змагаючись на першому і другому курсі, він ледь спромігся потрапити з другого разу до першої десятки. Це лише загострило його бажання довести іншим свою інтелектуальну вищість.
На третьому курсі Технологічного інституту Карнеґі Джон Неш отримав запрошення до участі в аспірантських програмах від Чиказького, Мічиганського, Гарвардського і Принстонського університетів. Неш зупинив свій вибір на останніх двох як найпрестижніших. Утім, Гарвардський університет запропонував йому меншу стипендію, що Джон розцінив як натяк на те, що він не зміг виграти олімпіади. Йдучи за покликом прихованої гордості, він 1948 року вступив до Принстону із дипломами бакалавра і магістра. Інститутський викладач Неша Річард Даффін забезпечив його найлаконічнішим рекомендаційним листом. У ньому був єдиний рядок: «Ця людина — геній!».
Навчання в аспірантурі Принстона було неформальним: тут ставили умовні оцінки, не обтяжували слухачів вимогами щодо відвідування лекцій, а увагу приділяли виключно науково-практичним досягненням, що якнайкраще пасувало неординарному мисленню та соціофобному характеру Джона Неша. Ще однією особливістю закладу на той момент була відсутність жінок, навіть дружини викладачів мали обмежений доступ до університетських приміщень. У цьому звуженому соціальному середовищі ексцентричні риси Джона Неша набули свого крайнього розвитку. Він став надзвичайно пихатим, називаючи себе генієм, спілкувався з обмеженим колом людей, яких вважав гідними власного інтелекту, інших називав нездарами й ігнорував. Інколи він вдавався до образ і агресії, мав подразливу звичку постійно насвистувати. Набувши значної популярності серед аспірантів, гекс став ланкою до зацікавлення Нешем теорією ігор. Під час другого семестру у Принстонському університеті Джон Неш суттєво розвинув теорію ігор, застосувавши нове поняття рівноваги, що згодом назвуть на його честь. Цей революційний підхід ліг в основу його докторської дисертації, хоча на той час і був сприйнятий науковцями досить стримано.

### Плідні роки
Отримавши 1949 року ступінь доктора філософії, Джон Неш прийняв пропозицію від корпорації RAND щодо математичних досліджень для потреб армії. Періодична співпраця з РЕНДом тривала до 1954 року. Однак робота у засекреченій структурі не захистила його від страху бути призваним до армії через початок Корейської війни. Щоб запобігти призову, він 1950 року звернувся до колишніх колег з Принстону з проханням взяти його викладачем. Однак через складний характер його кандидатура в альма-матер не набрала необхідного кворуму.
Професор математики Саломон Бохнер допоміг влаштуватися Нешеві до Массачусетського технологічного інституту в 1951 році. У цьому закладі Джон Неш зарекомендував себе як поганий викладач і чудовий дослідник. До студентів він ставився вимогливо, читав лекції сумбурно і непослідовно, давав складні задачі і вимагав від своїх вихованців неординарних способів доведення, майстром яких був сам. Уже традиційно для себе він виявляв неповагу і до колег, але дивацтва найшанованіших копіював з дитячою безпосередністю. Як наслідок, думки його оточення розділились: чутливі люди вважали його нахабою і несповна розуму, інтелектуально й емоційно сильніші — ексцентричним генієм, якому вибачали усі примхи. На факультеті у Неша виявився конкурент — математик Воррен Амброуз, що мав так само нестерпний характер. Одного разу піднявши на кпини Неша, він спонукав того заприсягтися, що Джон зможе розв'язати проблему вкладення ріманового многовиду в Евклідів простір. Із цим завданням Неш впорався за два роки, хоча за уявленнями того часу проблема вважалася невирішуваною.
Попри тріумфальне визнання цього успіху математичною спільнотою в особистому житті Джон Неш почувався самотнім і нещасним. Улітку 1952 року він мав короткочасний зв'язок з Ервіном Торсоном, дослідником з РЕНДу. Вважають, що це був його перший сексуальний досвід. Цього ж року він познайомився з Елеанор Стір, що працювала медсестрою в Бостоні. Романтичні відносини закінчилися вагітністю коханки і народженням у 1953 році сина — Джона Девіда. Попри те, що Неш був гордий появою нащадка, він не мав наміру узаконити свою стосунки із жінкою і дати синові власне прізвище. Більш того, він одночасно мав гомосексуальний зв'язок з колегою — Джейкобом Леоном Брікером, а на вимоги Елеанор допомогти утримувати дитину несподівано запропонував віддати її на усиновлення. Випадкова спроба знайти партнера на пляжі Санта-Моніки у 1954 році вилилась в адміністративний арешт. Цей інцидент не отримав розголосу, але призвів до звільнення Неша з РЕНДу.
Бісексуальність Джона Неша не була його природною схильністю, а виникла внаслідок соціальної дезадаптації, спричиненою як винятковою обдарованістю, так і не завжди толерантним оточенням. Пошуки сексуальної ідентичності раптово призвели до знайомства зі студенткою Алісією Ларде. Розумна амбітна дівчина походила з багатої аристократичної родини, що імпонувало самолюбству Джона. Алісія закохалась першою і як ініціаторка стосунків була готова жертвувати власними інтересами, що деякою мірою компенсувало егоїзм геніального математика. Стосунки розвивались мляво, але їх пришвидшила смерть Нешевого батька, який дізнавшись про позашлюбного внука, гаряче засудив негідну поведінку сина. Восени 1957 року Джон і Алісія побрались. Вступивши в офіційний шлюб, Джон більше не цікавився чоловіками і став виділяти кошти на утримання позашлюбної дитини. У травні 1959 року на світ з'явився його другий син — Джон Чарлз Мартін.

### Хвороба і смерть
Появі нащадка передувала низка надзвичайних подій. У 1956—1957 роках Джон Неш працював в Інституті передових досліджень поблизу Принстона, одночасно відвідуючи Курантівський інститут математичних наук в Нью-Йорку. Він був на піку своєї слави і в пошуках нових амбітних цілей. Один з провідних математиків Луїс Ніренберг запропонував йому дослідити складне питання рівнянь з частинними похідними. Джон Неш довів у цій галузі теорему про неперервність, однак його трохи випередив італійський математик Енніо де Джорджі, що працював усамітнено і не привертав уваги математичної спільноти. Неша, який судив про власну значимість винятково через сприйняття колег, ця новина приголомшила. Другою болючою поразкою 1958 року стало присудження медалі Філдса, яку називають «Нобелівською премією з математики», іншим дослідникам (Неш розраховував, що нагородять його). До цього додалося ще й тридцятиліття Неша. За статистикою, найвизначніші ідеї винаходять математики молодого віку, тому цей ювілей став для Джона уособленням того, що його власні кращі роки позаду або, принаймні, швидко спливають.
Усі ці події призвели до того, що наприкінці року він поставив перед собою завдання довести одну з найскладніших проблем математики — ріманову гіпотезу. Перш ніж взятися до розв'язання, Неш пересвідчився, що його задача не просто значна, а нездоланна на рівні сучасної науки. Впевнений у власній геніальності, Джон Неш думав, що впорається. Напружена робота у цьому напрямку призвела до того, що на початку 1959 року в його поведінці відбулися стрімкі зрушення. У спілкуванні з дружиною і колегами почали з'являтися ознаки патологічної недовіри: Джон був переконаний, що люди з його оточення знають і приховують якусь таємницю. Його настрій раптово і непередбачувано змінювався, а розмови стали незрозумілими навіть найближчим прихильникам. Неш розсилав листи Папі Римському, ФБР, іноземним посольствам, відмовився від посади в Чиказькому університеті, пославшись на те, що має стати «імператором Антарктики». Час від часу він заявляв, що космічні сили спілкуються з ним через повідомлення у газеті «Нью-Йорк Таймс». Навесні Алісія Неш примусово поклала його в приватну клініку Мак-Ніла, де підтвердили діагноз «параноїдна шизофренія». Пройшовши терапію торазином, вже за кілька тижнів Джон Неш позбавився делюзій. Віддана дружина виїхала із Джоном до Європи. Там Неш спробував позбутися громадянства США й отримати паспорт громадянина світу, громадянство Швейцарії чи НДР. Отримавши відмови у представництвах зазначених держав, він викинув паспорт, чим створив правову колізію. Зрештою, його вислали з Франції до США.
Від 1960 і до кінця 1980-х років Джон Неш перебував у психотичному стані: зазвичай охайний, він відпустив бороду і вештався вулицями Принстона босоніж, телефонував чи розсилав дивні листи як друзям, так і Мао Цзедуну, страждав на нав'язливі страхи, заглиблювався в нумерологію і списував дошки незрозумілими формулами. Спираючись на тимчасову ремісію, колеги не полишали спроб влаштувати його науковим дослідником, однак по деякім часі Неш припиняв приймати ліки, оскільки ті негативно впливали на гостроту мислення — і хвороба поверталася. Алісія Неш розлучилася з ним у 1963 році, мотивуючи це відмовою чоловіка виконувати подружні обов'язки, однак у 1970 році запропонувала йому власне житло як квартиранту, побоюючись, що Джона чекає доля безхатька. Її терплячість і підтримка колег поступово поліпшували стан Нешевої свідомості: він поволі продовжував дослідження, відновив дружні стосунки з Елеанор і старшим сином. У 1978 році його нагородили теоретичною премією Джона фон Неймана, однак на церемонію не запросили, а вручили нагороду на факультеті.

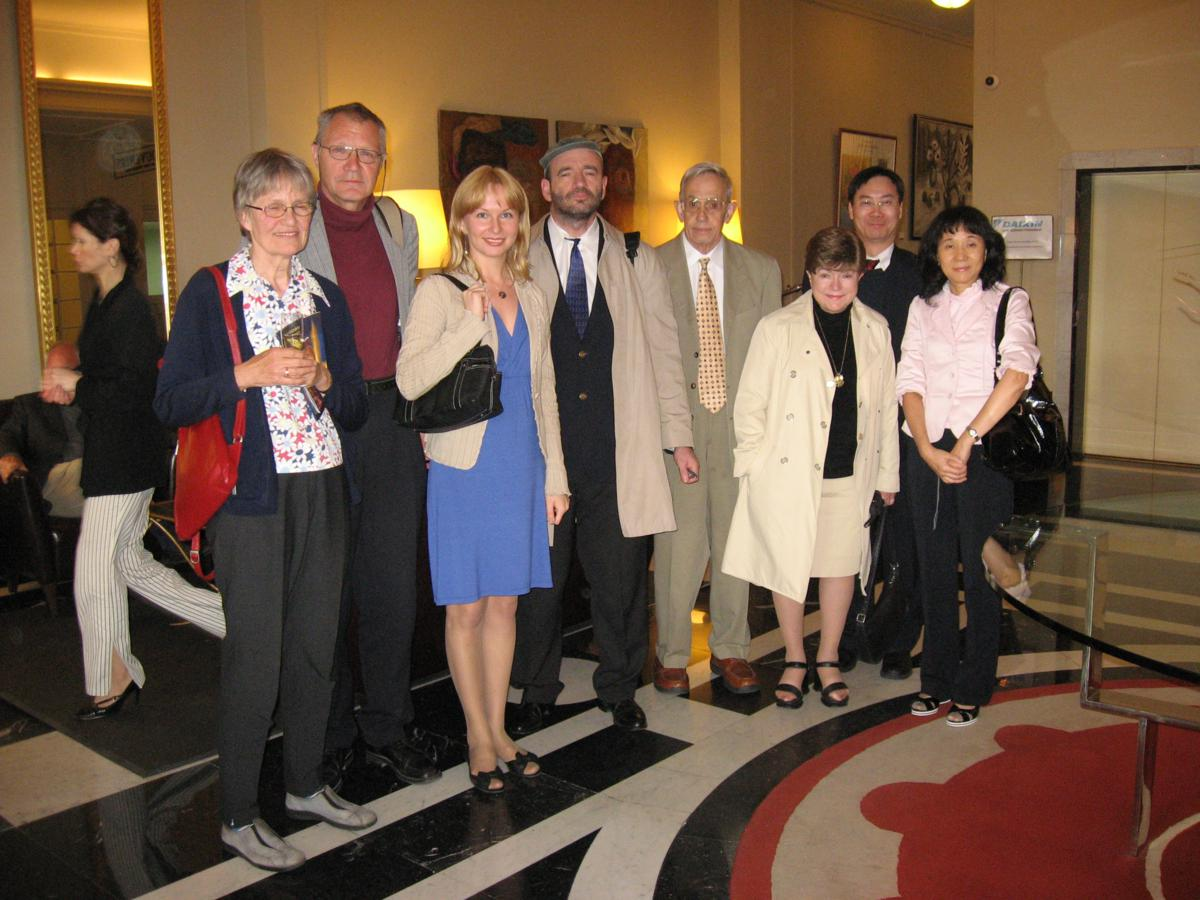
Джон Неш із дружиною Алісією (четвертий і третя справа) на міжнародній конференції (2006).

Корінний злам відбувся наприкінці 1980-х, коли Джон Неш свідомо почав відмовлятися від деяких політично забарвлених переконань, визнавши їх «безнадійною витратою інтелектуальних зусиль». З часом його покинули страх переслідування і цікавість до нумерології, він повернувся до чистої математики. З медичної точки зору одужання було неймовірним, оскільки шизофренія вважається невиліковною, але колеги із захватом підтвердили професійне «воскресіння» Неша. У 1994 році йому присудили Нобелівську премію з економіки за вклад у теорію ігор — цього разу він гідно пройшов випробування офіційними заходами. У подальшому Джон Неш нормалізував стосунки з усіма родичами, у 2001 році повторно одружився з Алісією і став опорою для свого молодшого сина-математика, який також захворів на шизофренію у маленькому будиночку, свої статки батько поділив між обома дітьми. До глибокої старості математик продовжував працювати над ідеями у своєму кабінеті в Принстонському університеті, а про страшну хворобу висловлювався самокритично і щиро.
У 2015 році Джон Неш отримав Абелівську премію за внесок у теорію рівнянь у частинних похідних та її застосування до геометричного аналізу. 23 травня Джон Неш повертався з дружиною з церемонії нагородження на таксі. На трасі у Нью-Джерсі водій не впорався з керуванням, врізався в огородження і ще одну автівку. Джона й Алісію, що не були пристебнуті, викинуло з машини — обоє загинули миттєво. Інші учасники аварії отримали легкі травми.

## Внесок

### Гекс
Першим суспільно значимим внеском Джона Неша була настільна логічна гра гексод. Він вигадав її 1949 року під час навчання в аспірантурі Принстонського університету. Хоча гру з аналогічними правилами у 1942 році запропонував данець Піт Гейн, однак Неш не знав про його винахід і свою ідею подав цілком незалежно. Нешів товариш Девід Ґейл придумав оформлення і зайнявся комерційним просуванням гри у винагороду за відсоток від продажів. Хоча в університетських колах гру називали на честь автора «нешем» або «джоном», у комерційному виробництві поширилась назва, запропонована Ґейлом (від гексагональної форми ігрових чарунок). У середині 1950-х років гекс випускала фірма «Паркер бразерс» і деякий час гра була популярна у досить широких колах.

### Теорія ігор, задача про оборудку, рівновага Неша
У Принстоні Джон Неш ознайомився з роботою Джона фон Ноймана і Оскара Морґенштерна, у якій автори запропонували математичну модель для визначення оптимальних рішень в умовах конфлікту. Почавши з дослідження ігор з повною інформацією (наприклад, шахів чи хрестиків-нуликів), у яких кожен з гравців від початку знає про ресурси і становище супротивника, економісти перейшли до аналізу складніших ігор з неповною інформацією, у яких гравцям заздалегідь невідомі можливості супротивника. До останнього типу можна було віднести як покер, так і масштабніші ситуації: економічні санкції, війни чи розлучення. Запропонована фон Нойманом і Морґенштерном теорія ігор давала можливість чітко визначити стратегію прийняття рішень, однак вона стосувалася лише ігор з нульовою сумою, тобто таких, у яких перемога однієї сторони означає повну поразку іншої.
Упродовж 1950—1953 років Неш опублікував чотири революційні роботи, у яких представив глибокий аналіз ігор з ненульовою сумою, — особливого класу ігор, у яких усі учасники або виграють, або зазнають поразки. Джон Неш узяв до уваги, що в реальному житті ситуації непримиренного антагонізму трапляються рідко, і частіше доводиться приймати рішення в умовах, коли учасники конфлікту зацікавленні у компромісі. Прикладом такої гри є переговори про збільшення зарплати між профспілкою і керівництвом компанії. Ця ситуація може завершитися або тривалим страйком, у якому постраждають обидві сторони, або взаємовигідною угодою. Неш зумів розгледіти нове обличчя конкуренції, моделюючи ситуацію, яка згодом отримала назву «рівновага Неша» або «некооперативна рівновага», за якої обидві сторони використовують ідеальну стратегію, що й призводить до створення стійкої рівноваги. Гравцям вигідно зберігати цю рівновагу, оскільки будь-яка зміна тільки погіршить їхнє положення, однак відповідна стратегія є програшною для всіх, а виграшу можна досягти тільки при кооперуванні. Один з його прикладів — задача про оборудку — став хрестоматійною класикою економічної теорії.
На момент публікацій роботи Джона Неша не зацікавили математиків і були сприйняті з обережним оптимізмом економістами. Однак з часом збільшувалась кількість галузей, у яких рівновага Неша виявилась практичною концепцією. Окрім математичного аналізу й економіки, удосконалену теорію ігор почали застосовувати щодо менеджменту та навіть еволюційної біології. Засади теорії ігор, застосовані в умовах фондового ринку чи державних аукціонів, принесли лиш тільки уряду США мільярдні прибутки, хоча розвитком теорії займалися дослідники і в інших країнах світу.

### Теореми Неша
1953 року Джон Неш дізнався про нерозв'язану задачу математики — проблему ізометричного вкладення ріманового многовиду в Евклідів простір. Вона була класичною і складною, але не привертала уваги дослідників. Застосувавши оригінальний метод, що цілком суперечив тодішнім уявленням про ріманів многовид, Неш довів, що будь-яку поверхню із певною гладкістю можна вкласти в евклідів простір. Це узагальнене доведення отримало назву теорема вкладення Неша.
Рухаючись до мети, він зіткнувся з необхідністю проміжних обчислень, а саме з набором рівнянь з частинними похідними, які не розв'язувались відомими способами. Ці рівняння були перешкодою до розв'язання багатьох нелінійних задач. Неш застосував ітераційний метод (порядок вироблення серії обґрунтованих припущень) для знаходження коренів рівнянь і поєднав його з технікою згладжування, щоб запобігти втраті похідних. Ця техніка обчислень отримала назву теорема Неша — Мозера (пізніше Юрген Мозер модифікував її й застосував до обчислення руху планет). Застосування загальної теореми вкладення Неша до {\displaystyle C^{1}}-гладких вкладень отримало назву теореми Неша — Кейпера.
Аргументи Неша були настільки складними і багатокроковими, що математики спочатку скептично сприйняли це доведення, однак переконавшись у його правильності, не приховували захвату. Пол Джозеф Коен, стенфордський математик і лауреат премії Філдса, сказав, що «потрібна була дивовижна відвага, щоб узятися до такої задачі». А геометр Михайло Громов висловився з цього приводу так: «… більшість з нас ніколи не створить чогось подібного до результату Неша. Це наче удар блискавки. Психологічно він подолав фантастичний бар'єр».
Згодом продовжуючи роботу над рівняннями з частинними похідними, Джон Неш довів ще й теорему про неперервність.

## Визнання

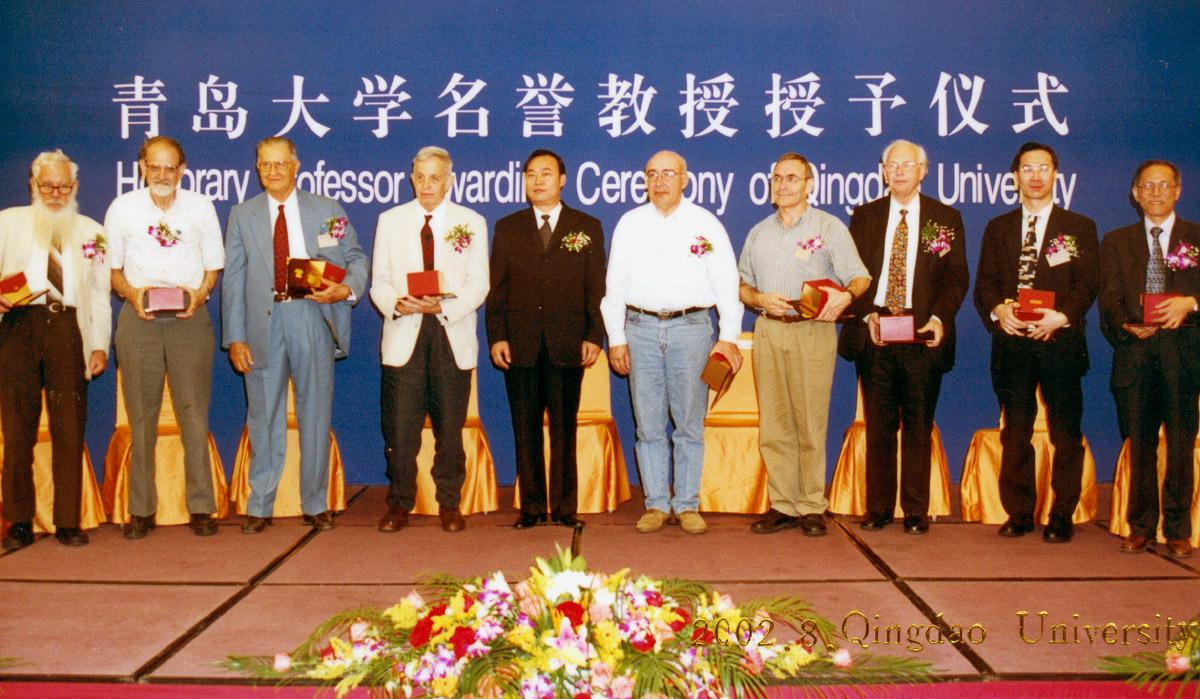
Джон Неш (четвертий зліва) на Міжнародному конгресі математиків у 2002 році.

За професійний внесок Джона Неша чотири рази нагороджували престижними міжнародними преміями:
- 1978 року він став лауреатом теоретичної премії фон Неймана за фундаментальний внесок у теорію керування;
- 1994 року, через 45 років після публікації своєї найвідомішої роботи, отримав Нобелівську премію з економіки «за фундаментальний аналіз рівноваги в теорії некооперативних ігор» разом із Райнгардом Зельтеном і Джоном Харсані[8];
- 1999 року, у 70-літньому віці, Джон Неш отримав Премію Стіла Американського математичного товариства у категорії «Плідний внесок у дослідження»;
- 2015 року разом із Луїсом Ніренбергом нагороджений Абелівською премією за яскравий і оригінальний внесок у теорію нелінійних диференціальних рівнянь у частинних похідних і її застосування до геометричного аналізу[9].

Трагічна доля Джона Неша ще за життя привернула увагу біографів. 1998 року професорка журналістики Колумбійського університету Сильвія Назар опублікувала біографічний роман «Блискучий розум», у якому детально й послідовно описано особисте і професійне життя геніального математика, історію його хвороби і дивовижне одужання. Того ж року книга здобула Національну нагороду Кола книжкових критиків США. У жанрі біографії була висунута на Пулітцерівську премію, згодом перекладена багатьма мовами. Після цього на адресу автора і Джона Неша стали надходити листи зі словами подяки і підтримки.
2001 року за мотивами роману «Блискучий розум» знято однойменний фільм (в українському прокаті вийшов під назвою «Ігри розуму»), в якому образ математика відтворив Рассел Кроу. Хоча сценарій фільму не повністю збігається із сюжетом книги і не вирізняється документальною точністю щодо біографії Неша, однак у цілому він реалістично передав саму атмосферу його стражденного життя. Фільм здобув премію «Оскар» у чотирьох номінаціях, відзначений преміями BAFTA і «Золотий глобус».